# Pfäffikon (Zúrich)
Pfäffikon es una comuna suiza del cantón de Zúrich, capital del distrito de Pfäffikon.
Limita al norte con las comunas de Fehraltorf, Russikon y Wildberg, al este con Bauma y Hittnau, al sureste con Bäretswil, al sur con Wetzikon y Seegräben, y al oeste con Uster.
En la comuna se han integrado las localidades de Auslikon, Ober Balm, Unter Balm, Bussenhausen, Irgenhausen, Oberwil, Sulzberg, Hermatswil, Schür, Wallikon, Rick, Ravensbühl, Faichrüti y Rutschberg.

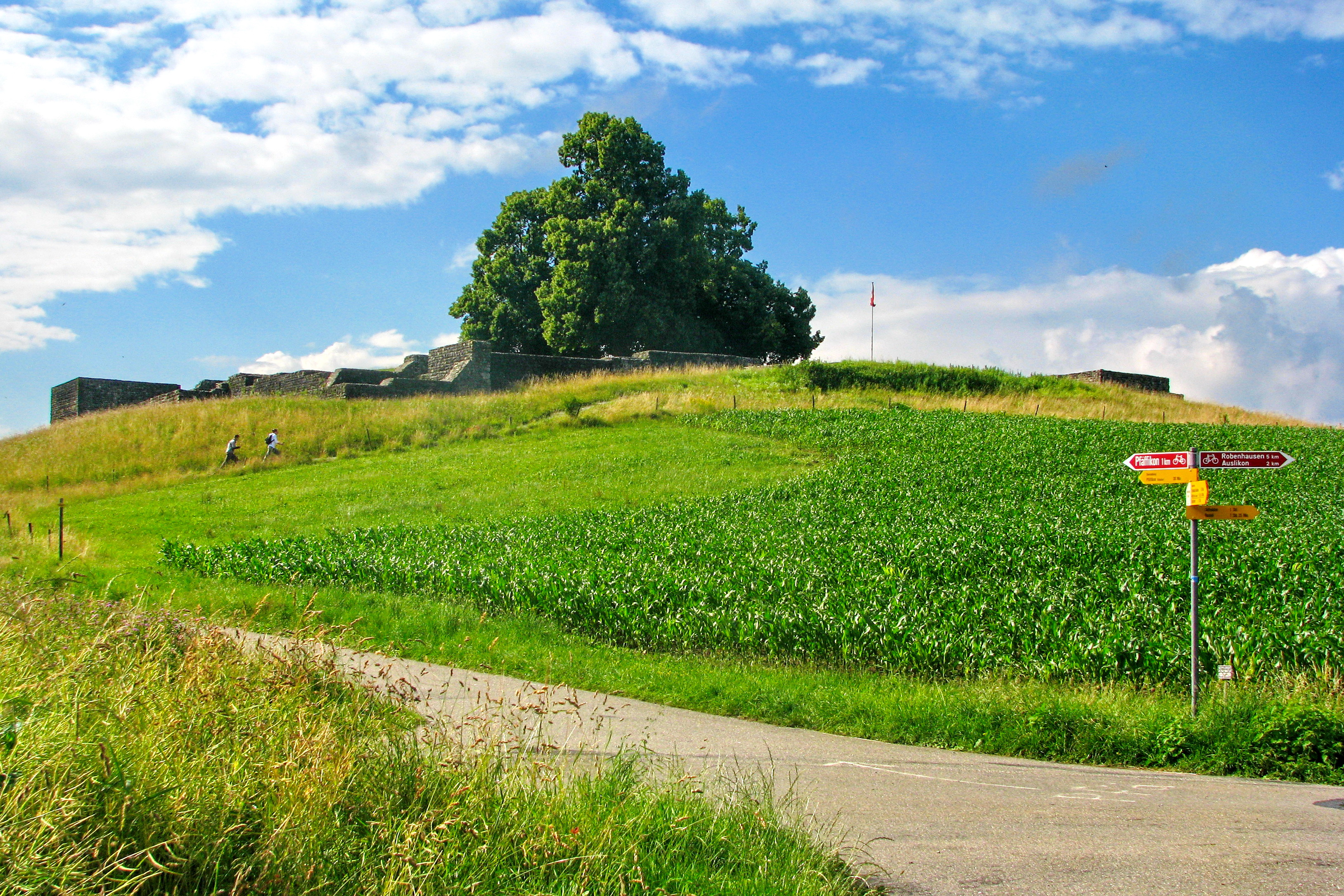
Restos del castro romano de Irgenhausen

## Monumentos
En la localidad de Irgenhausen se encuentran las ruinas de un antiguo castro romano.

## Transportes
Ferrocarril
Existe una estación ferroviaria en la comuna donde efectúan parada trenes de cercanías de una línea perteneciente a la red S-Bahn Zúrich.